# Cicadula subcupraeus
Cicadula subcupraeus är en insektsart som beskrevs av Léon Abel Provancher 1872. Cicadula subcupraeus ingår i släktet Cicadula och familjen dvärgstritar. Inga underarter finns listade i Catalogue of Life.